# Jan Zaorski
Pour les articles homonymes, voir Zaorski.
Jan Zaorski (né le 6 mai 1887 à Cracovie et  mort le 10 mars 1956  à Varsovie) est un chirurgien et universitaire polonais, de la première moitié du XXe siècle, qui se fit remarquer en organisant un enseignement clandestin de la médecine au cours de l'occupation de la Pologne par les Nazis pendant la Seconde Guerre mondiale.

## Biographie
Né dans l'ancienne capitale de la Pologne, Jan Zaorski y effectue ses études. Il étudie la médecine et la chirurgie à l'université Jagellonne de Cracovie auprès de professeurs réputés, comme Ludwik Rydygier (1850-1920) et Zygmunt Radliński (1874-1941).
En 1931, il devient directeur de l'hôpital Élisabeth à Varsovie.
Au cours de l'occupation de la Pologne (1939-1945), alors que les Nazis, poursuivant leur dessein de l’anéantissement de la culture polonaise, avaient interdit toute forme d'enseignement supérieur, et contrôlaient strictement l'enseignement à visée professionnelle, Jan Zaorski fonde à Varsovie une école pour la formation du personnel sanitaire auxiliaire (Prywatna Szkoła Zawodowa dla Pomocniczego Personelu Sanitarnego).
Cette école professionnelle, autorisée par l’administration scolaire allemande, était en fait une « couverture » destinée à permettre la mise en place d'un enseignement clandestin au niveau universitaire. Elle faisait partie du système clandestin d'enseignement organisé et soutenu financièrement par le gouvernement polonais en exil à Londres. L'enseignement s'effectuait dans les locaux officiellement attribués à ces écoles professionnelles et bénéficiait de leurs équipements de travaux pratiques. L’école du personnel sanitaire auxiliaire, dirigée par Jan Zaorski, était en réalité la faculté de Médecine de l’université Józef Piłsudski de Varsovie.
Après la fin de la guerre, Jan Zaorski est professeur de chirurgie à l'université de Varsovie. Il est l'auteur de plus d'une soixantaine de publications scientifiques sur la chirurgie abdominale. Il est également l'auteur de manuels pour étudiants.
Jan Zaorski meurt le 10 mars 1956 à Varsovie à l'âge de 68 ans.

## Crédit d'auteurs
- (en) Cet article est partiellement ou en totalité issu de l’article de Wikipédia en anglais intitulé « Jan Zaorski » (voir la liste des auteurs).